# Petra Büdenbender
Petra Büdenbender (* um 1955) ist eine ehemalige deutsche Schwimmerin.
Büdenbender, die später heiratete und seither den Namen Petra Focke trägt, startete zunächst für den Schwimmvereinigung Neptun Siegerland. Dort feierte sie unter Trainer Gerhard Rademacher mit dem Gewinn der deutschen Meisterschaft über die 800-Meter-Freistilstrecke im Jahre 1969 ihren größten Karriereerfolg. Mit der Siegerzeit von 10:09,87 Minuten stellte sie einen neuen deutschen Rekord auf. Insgesamt setzte sie im Verlauf ihrer Karriere sechsmal eine nationale Rekordmarke. Die seinerzeit 14-Jährige war zum Zeitpunkt ihres Meisterschaftsgewinns die jüngste Deutsche Meisterin auf dieser Strecke in der Geschichte des deutschen Schwimmsports. Im Alter von 16 Jahren schloss sie sich den Wasserfreunden Wuppertal an. Dort scheiterte sie jedoch in der Qualifikation für die Olympischen Sommerspiele 1972 in München. Nach der Karriere lebt die ehemalige Schwimmerin in Wuppertal (Stand: 2013), nimmt an Masters-Meisterschaften teil und ist vor allem im Rahmen der Talentsuche nach wie vor im Schwimmsport involviert.